# 버밍햄 스탈리언스 (2022년)
| 버밍햄 스탈리언스 |                                                                    |
| 콘퍼런스          | USFL 콘퍼런스                                                      |
| 디비전            | USFL : 사우스 디비전 (2022년~2023년)                               |
| 설립연도          | 2022년                                                             |
| 해체연도          |                                                                    |
| 역사              | 버밍햄 스탈리언스 (2022년~현재)                                    |
| 경기장            | 프로텍션 스타디움                                                  |
| 연고지            | 앨라배마주 버밍햄                                                  |
| 소유주            | 폭스 코퍼레이션 대니 가르시아 드웨인 존슨 레드버드 캐피털 파트너스 |
| 회장              |                                                                    |
| 단장              |                                                                    |
| 감독              | 스킵 홀츠                                                          |
| 리그 우승         | USFL : 2 (2022, 2023) UFL : 1 (2024)                               |
| 콘퍼런스 우승     | 1 (2024)                                                           |
| 디비전 우승       | USFL : 2 (2022, 2023)                                              |

버밍햄 스탈리언스(영어: Birmingham Stallions)는 앨라배마주 버밍햄을 연고지로 하는 UFL USFL 콘퍼런스 소속 미식축구 팀이다. 홈 경기장은 프로텍션 스타디움이다.

## 역대 홈경기장
| 경기장            | 사용기간    | 수용인원 | 장소              | 비고 |
| ----------------- | ----------- | -------- | ----------------- | ---- |
| 버밍햄 스탈리언스 |             |          |                   |      |
| 리전 필드         | 2022년      | 71,594명 | 앨라배마주 버밍햄 | 빈칸 |
| 프로텍션 스타디움 | 2022년~현재 | 47,100명 | 앨라배마주 버밍햄 | 빈칸 |